# Andrzej Tarkowski
Andrzej Krzysztof Tarkowski (* 4. Mai 1933 in Warschau; † 23. September 2016) war ein polnischer Embryologe und emeritierter Professor an der biologischen Fakultät, Fachbereich Embryologie, der Universität Warschau.

## Leben und Werk
Tarkowski beendete 1955 ein Studium an der Fakultät für Biologie und Geowissenschaften der Universität Warschau. Er erhielt ein Stipendium der Stiftung des Rockefeller Institute of Zoology des University College of North Wales in Bangor. In den Jahren 1964 bis 2003 leitete er den Fachbereich Embryologie der Universität Warschau. 1972 wurde er zum Professor berufen und war von 1972 bis 2003 Direktor des Instituts für Zoologie. Dort leitete er von 1995 bis 1998 eine Forschungsgruppe, die sich mit der frühen Embryonalentwicklung der Maus, den Meiose- und Mitose-Zyklen sowie den Zellkern-Zytoplasma-Wechselwirkungen beschäftigte.
Tarkowski war Gastprofessor an der Oxford University, der Rockefeller University von New York, der University of Adelaide, dem Institut Jacques Monod des CNRS und der Universität Paris XII.
Neben seiner beruflichen Tätigkeit widmet er sich der Photographie und stellte seine Arbeiten mehrfach aus.

## Publikationen (Auswahl)
- Andrzej K. Tarkowski: Experiments on the Development of Isolated Blastomeres of Mouse Eggs. In: Nature. 184, 1959, S. 1286–1287, doi:10.1038/1841286a0
- Andrzej K. Tarkowski: Mouse Chimæras Developed from Fused Eggs. In: Nature. 190, 1961, S. 857–860, doi:10.1038/190857a0.
- A. K. Tarkowski: An Air-Drying Method for Chromosome Preparations from Mouse Eggs. In: Cytogenetic and Genome Research. 5, 1966, S. 394–400, doi:10.1159/000129914.
- A. K. Tarkowski, J. Wróblewska: Development of blastomeres of mouse eggs isolated at the 4- and 8-cell stage. In: Journal of embryology and experimental morphology. Band 18, Nummer 1, August 1967, S. 155–180, ISSN 0022-0752. PMID 6048976. (pdf online)
- Andrzej K. Tarkowski, Anna Witkowska, Jolanta Nowicka: Experimental Parthenogenesis in the Mouse. In: Nature. 226, 1970, S. 162–165, doi:10.1038/226162a0.
- A. K. Tarkowski, J. Rossant: Haploid mouse blastocysts developed from bisected zygotes. In: Nature. Band 259, Nummer 5545, Februar 1976, S. 663–665, ISSN 0028-0836. doi:10.1038/259663a0. PMID 1250417.
- A. K. Tarkowski, A. Witkowska, J. Opas: Development of cytochalasin in B-induced tetraploid and diploid/tetraploid mosaic mouse embryos. In: Journal of embryology and experimental morphology. Band 41, Oktober 1977, S. 47–64, ISSN 0022-0752. PMID 591878. (pdf online)
- R. Czołowska, J. A. Modliński, A. K. Tarkowski: Behaviour of thymocyte nuclei in non-activated and activated mouse oocytes. In: Journal of cell science. Band 69, Juli 1984, S. 19–34, ISSN 0021-9533. PMID 6386837. (pdf online)
- Berenika Plusa, Maria A. Ciemerych, Ewa Borsuk, Andrzej K. Tarkowski: Transcription and DNA replication of sperm nuclei introduced into blastomeres of 2-cell mouse embryos. In: Zygote. 5, 1997, doi:10.1017/S0967199400003877.
- M. Waksmundzka, R. Czolowska, A. K. Tarkowski: Haploid maternal genome derived from early diplotene oocytes can substitute for the female pronucleus in preimplantation mouse development. In: Molecular reproduction and development. Band 48, Nummer 4, Dezember 1997, S. 488–495, ISSN 1040-452X. doi:10.1002/(SICI)1098-2795(199712)48:4<488::AID-MRD9>3.0.CO;2-M. PMID 9364443.
- A. Krukowska, E. Wielkopolska, R. Czołowska, M. Maleszewski, A. K. Tarkowski: Mouse oocytes and parthenogenetic eggs lose the ability to be penetrated by spermatozoa after fusion with zygotes. In: Zygote. Band 6, Nummer 4, November 1998, S. 321–328, ISSN 0967-1994. PMID 9921642.
- Maria A. Ciemerych, Andrzej K. Tarkowski, Jacek Z. Kubiak: Autonomous activation of histone H1 kinase, cortical activity and microtubule organization in one- and two-cell mouse embryos. In: Biology of the Cell. 90, 1998, S. 557–564, doi:10.1111/j.1768-322X.1998.tb01064.x.

## Ehrungen und Mitgliedschaften (Auswahl)
- 1974 Mitglied der Polnischen Akademie der Wissenschaften
- 1979 Albert-Brachet-Preis der Académie royale des Sciences, des Lettres et des Beaux-Arts de Belgique[3]
- 1984 Mitglied der Französischen Akademie der Wissenschaften
- 1990 Mitglied der Polnischen Akademie der Künste
- 1991 Mitglied der Academia Europaea
- 2002 gemeinsam mit Anne McLaren Japan-Preis für ihre Arbeiten zur Embryonalentwicklung von Säugetieren.[4]
- 2003 Mitglied der National Academy of Sciences
- 2005 Ehrendoktorwürde der Medizinischen Universität Łódź